# Gran Premio Martini
Il Gran Premio Martini era una corsa a cronometro di ciclismo su strada che si svolse a Ginevra, in Svizzera, dal 1954 al 1959.

## Albo d'oro
Aggiornato all'edizione 1959.
| Anno | Vincitore        | Secondo          | Terzo            |
| ---- | ---------------- | ---------------- | ---------------- |
| 1954 | Hugo Koblet      | Pasquale Fornara | Jacques Anquetil |
| 1955 | Jacques Anquetil | Stan Ockers      | Jean Brankart    |
| 1956 | Jacques Anquetil | Stan Ockers      | Miguel Bover     |
| 1957 | Jacques Anquetil | Ercole Baldini   | Aldo Moser       |
| 1958 | Jacques Anquetil | Ercole Baldini   | Aldo Moser       |
| 1959 | Jacques Anquetil | Gérard Saint     | Aldo Moser       |